# Schrittgeschwindigkeit

Zeichen 325.1 StVO (Beginn eines verkehrsberuhigten Bereichs): Der Fahrzeugverkehr muss die Schrittgeschwindigkeit einhalten.

Unter Schrittgeschwindigkeit (umgangssprachlich auch Schritttempo) versteht man in der deutschen wie in der österreichischen Straßenverkehrsordnung eine relativ niedrige Geschwindigkeit, die nur so schnell ist, wie ein Fußgänger gehen kann.

## Versuche der Festlegung der Schrittgeschwindigkeit
Schrittgeschwindigkeit ist die Geschwindigkeit, die im „Schritt“ üblicherweise erreicht werden kann, also bei der Gangart, bei der zu jedem Zeitpunkt der Boden von mindestens einem Bein (bei Zweibeinern) bzw. drei Beinen (bei Vierbeinern) berührt wird. Die Schrittgeschwindigkeit hängt demnach von der Schrittlänge und -frequenz des jeweiligen Lebewesens ab.
Beim Militär gilt – je nach Land – als schneller Marsch ein Marschtempo zwischen 100 und 120 Schritten/min bei einer Schrittlänge von 75 cm bis 100 cm, was 4,5 km/h bis 7,2 km/h entspricht. Ein solcher schneller Marsch dürfte kaum mit einer normalen Schrittgeschwindigkeit eines gewöhnlichen Fußgängers vergleichbar sein.
Neben Quellen aus der hoch spezialisierten Fachrichtung der Unfallrekonstruktion wurden sowohl themenverwandte als auch alternative Datenquellen in einer Studie über das Bewegungsverhalten von Fußgängern im Straßenverkehr untersucht. Nach Auswertungen von Eberhardt und Himbert, auf denen zahlreiche andere Studien aufbauen, bewegt sich die Geschwindigkeit beim Gehen eines gesunden, unbehinderten Erwachsenen unter Normalbedingungen (Straße ohne Steigung, kein Gegen- oder Seitenwind, normaler Fahrbahnbelag, Altersklasse zwischen 20 Jahren und 65 Jahren, männlich/weiblich, ohne Gepäck etc.) zwischen 1,35 m/s und 1,65 m/s (4,86 km/h bis 5,94 km/h), wobei die Messungen auf einer Strecke von nur 10 m Länge durchgeführt worden sind. Es ist zu bezweifeln, dass diese sehr kurzen Geschwindigkeitsmessungen auf längere Wegstrecken übertragbar sind. Die Schrittgeschwindigkeit dürfte im Durchschnitt niedriger liegen.

## Bußgeld/Ordnungswidrigkeit

### Österreich
Der österreichische Oberste Gerichtshof setzte „Schrittgeschwindigkeit“ für Fahrzeuge mit 5 km/h an.

### Deutschland
In Deutschland gibt es keine BGH-Rechtsprechung, die die Schrittgeschwindigkeit (im Sinne von § 42 Abs. 2 StVO i. V. m. Nr. 12 der dazu erlassenen Anlage 3) definiert. Einigkeit besteht darin, dass Schrittgeschwindigkeit unter 20 km/h liegt. Die Führerschein-Prüfungsrichtlinie bewertet unter Punkt 1.5.2. das Vorbeifahren an Schul- und Linienbussen, die mit Warnblinklicht an Haltestellen halten, mit „mehr als Schrittgeschwindigkeit aber nicht mehr als 20 km/h“, als Fehler, aufgrund dessen die Prüfung zu wiederholen ist.
Urteile verschiedener Oberlandesgerichte haben eine Spanne von 7 bis 10 km/h.
Am unteren Ende liegen das
Oberlandesgericht Brandenburg (Az. 1 Ss (OWi) 86 B/05), Köln (Az. VRS 68, 382) und Karlsruhe (1 Ss 159/03) mit maximal 7 km/h.
Das OLG Hamm, 28. November 2019 – 1 RBs 220/19 fasste wie folgt zusammen:

„Die derzeit gegebene Uneinheitlichkeit in der obergerichtlichen Rechtsprechung, in welcher der Begriff der Schrittgeschwindigkeit teilweise bzw. überwiegend mit max. 7 km/h definiert, teilweise aber auch mit max. 10 km/h angegeben wird, führt unter Berücksichtigung des Bestimmtheitsgebotes bzw. des auch im Ordnungswidrigkeitenrecht geltenden Schuldprinzips dazu, dass einem Betroffenen […] ein Verstoß gegen das Gebot der Schrittgeschwindigkeit allenfalls erst bei Überschreitung des Wertes von 10 km/h zur Last gelegt werden kann, solange keine verbindliche Entscheidung des Bundesgerichtshofs oder eine entsprechende gesetzliche Klarstellung vorliegt.“

Das OLG Naumburg, 21. März 2017 – 2 Ws 45/17 sagt:

„Der Senat ist der Auffassung, dass das höchste vom Oberlandesgericht Hamm als Schrittgeschwindigkeit bezeichnete Tempo von 10 km/h gerade noch als solche angesehen werden kann. Wer sich noch schneller fortbewegt, geht bzw. schreitet nicht, sondern läuft. Mit dem vom Amtsgericht zu Grunde gelegten Tempo von 15 km/h wäre etwa ein Teilnehmer des Berlin Marathon 2016 mit einer Zeit von ca. 2 Stunden und 50 Minuten unter den besten 4 % der 35.999 Läufer, die das Ziel erreicht haben, gelandet. Eine solche Geschwindigkeit lässt sich nicht mehr als Schrittgeschwindigkeit definieren.“

Mit einer Höchstgrenze von 10 km/h ist auch den Hinweisen von Hentschel u. a. hinreichend Rechnung getragen. Eine Überschreitung von 10 km/h lässt sich am Autotacho feststellen, auch kann jeder Autofahrer dieses Tempo problemlos einhalten, wenn das Standgas nicht zu hoch eingestellt ist. Soweit Radfahrer bei einer Geschwindigkeit von 10 km/h unsicher werden und zu schwanken beginnen, sind sie volltrunken und müssen ihr Fahrrad deshalb schon zur Vermeidung einer Strafbarkeit nach § 316 StGB schieben.

## Weitere Definitionen
Das Unionsrecht über die zolltarifliche und statistische Nomenklatur sowie den Gemeinsamen Zolltarif bezeichnet bei motorisierten Fahrzeugen, die ihrer Beschaffenheit nach speziell für Behinderte bestimmt sind, eine Höchstgeschwindigkeit von maximal 10 km/h als „zügige Schrittgeschwindigkeit“. Für Deutschland, Schweden und Norwegen stellt die Verordnung (EU) 2021/1958 hingegen fest, dass die Schrittgeschwindigkeit für die verkehrsberuhigten Bereiche in diesen Ländern nicht formell beziffert ist.
In den Richtlinien für Lichtsignalanlagen (RiLSA) wird für die Berechnung der Räumzeit für Fußgänger an durch Lichtsignalanlagen signalisierten Knotenpunkten (Straßenkreuzungen) eine Räumgeschwindigkeit von 1,2 m/s (4,3 km/h) mit einer Schwankungsbreite von 1,0 bis 1,5 m/s (3,6 km/h bis 5,4 km/h) angenommen. In Österreich wird für die Ampelräumzeit der Fußgängerübergänge ein Wert von 1 m/s (3,6 km/h) verlangt. In der Schweiz geht man von 1,2 m/s (4,3 km/h) aus. In den Niederlanden wird für langsam räumende Fußgänger ein Wert von 0,8 m/s (2,9 km/h) in Ansatz gebracht, der zur Ermittlung der Mindestgrünzeit herangezogen wird. Für schnelle Fußgänger wird mit 1,2 m/s gerechnet.
Der Begriff stammt aus der Zeit der Pferdekutschen. So ist z. B. in § 34 Droschkenfuhrreglement für Berlin festgelegt, dass der Kutscher bei unbesetzter Droschke (d. h. bei Leerfahrten) „stets im Schritt fahren“ muss; lediglich bei Fahrten außerhalb der Ringmauer dürfen leere Wagen „auch im Trabe fahren“. Sobald Fahrgäste in der Kutsche waren, durfte auch innerhalb der Ringmauer getrabt werden, sofern nicht ein Schild „Stets Schritt fahren“ etwas anderes gebot.

## Straßenverkehrsvorschriften

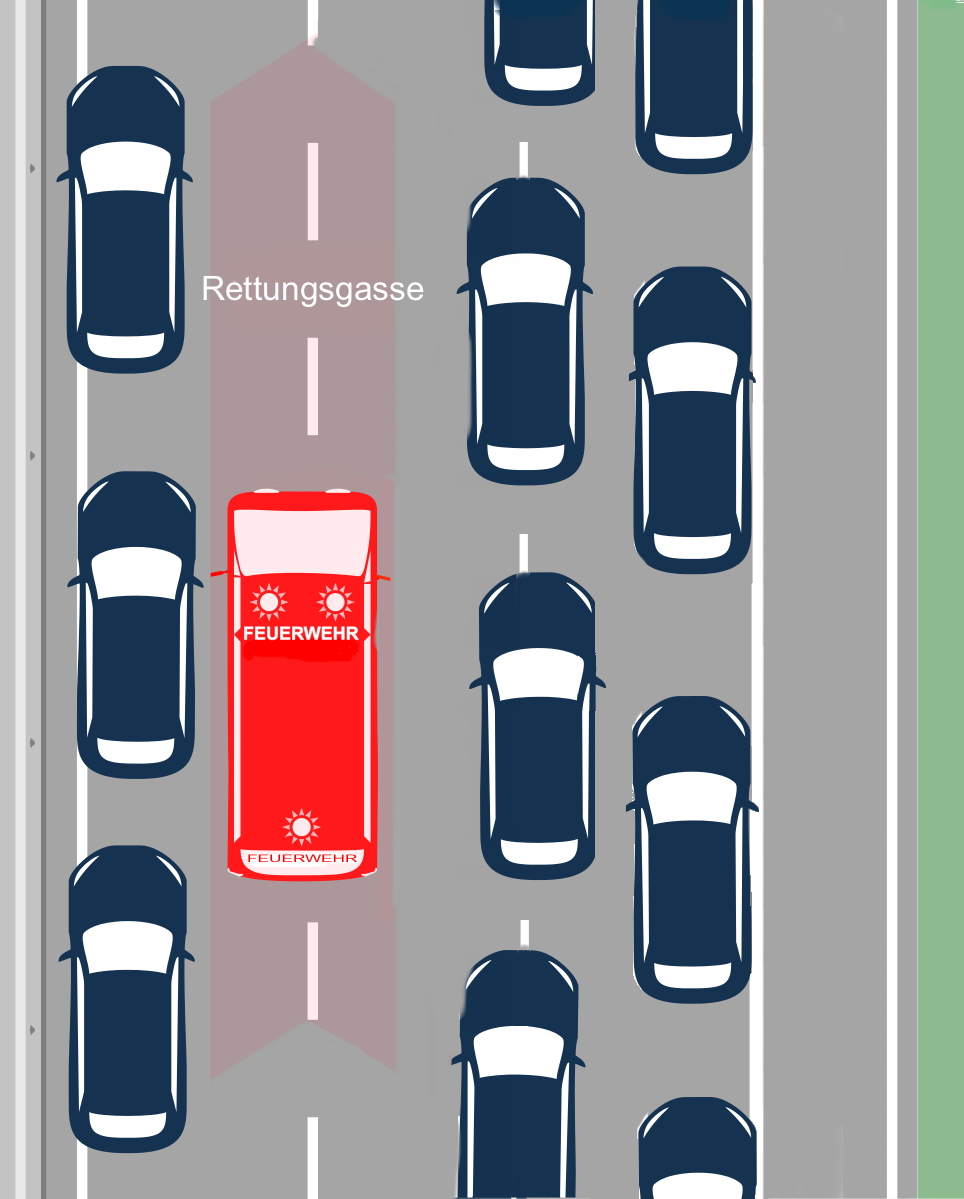
Rettungsgasse bei Schrittgeschwindigkeit

In Deutschland ist im öffentlichen Straßenverkehr Schrittgeschwindigkeit in bestimmten Situationen vorgeschrieben, in anderen resultieren aus ihr bestimmte Vorschriften.
Sie ist die Höchstgeschwindigkeit für die Vorbeifahrt an auf derselben Fahrbahn haltenden Linien- und Schulbussen, die an der Haltestelle das Warnblinklicht eingeschaltet haben, unabhängig von der Fahrtrichtung. An öffentlichen Verkehrsmitteln darf während des Fahrgastwechsels rechts – in Österreich auf der Seite, auf der er stattfindet – nur mit Schrittgeschwindigkeit vorbeigefahren werden.
Sie ist ebenso Höchstgeschwindigkeit im verkehrsberuhigten Bereich (§ 42 StVO, Zeichen 325.1). Benutzt Fahrverkehr Gehwege  (§ 41 StVO, Zeichen 239) oder Fußgängerzonen  (§ 41 StVO, Zeichen 242.1), beispielsweise bei Freigabe durch das Zusatzzeichen 1022-10 „Radverkehr frei“ , darf dieser höchstens mit Schrittgeschwindigkeit fahren.
Gemäß § 11 Abs. 2 ist bis zu einem Verkehrsfluss in Schrittgeschwindigkeit auf Autobahnen sowie auf Außerortsstraßen mit mindestens zwei Fahrstreifen für eine Richtung eine Rettungsgasse zu bilden, bei höherer Geschwindigkeit jedoch nicht mehr.
Laut § 21a Abs. 1 Nr. 3 braucht bei Fahrten mit Schrittgeschwindigkeit wie Rückwärtsfahren und Fahrten auf Parkplätzen kein Sicherheitsgurt angelegt zu werden.

## Schienenbahnen
Die deutsche Fahrdienstvorschrift für nichtbundeseigene Eisenbahnen definiert die Schrittgeschwindigkeit mit 5 km/h.
Durch Menschenkraft, sonstige Tiere, straßenfahrbare Geräte und Kraftfahrzeuge dürfen Schienenfahrzeuge höchstens mit Schrittgeschwindigkeit verschoben werden.
Bei der Sicherung von Bahnübergängen durch den Triebfahrzeugführer oder Posten, sowie bei defekter Pfeifeinrichtung an Bahnübergängen, vor denen zu pfeifen ist, darf der Bahnübergang, bis das erste Fahrzeug die Straßenmitte erreicht hat, nur mit Schrittgeschwindigkeit befahren werden.
Wurde durch eine Heißläuferortungsanlage ein Heißläufer an einem Zug erkannt und dieser am Einfahrsignal eines Bahnhofs angehalten, darf er höchstens mit Schrittgeschwindigkeit in den Bahnhof einfahren, wenn er dort (statt direkt am Einfahrsignal) untersucht werden soll.
Gestörte Rückfallweichen dürfen gegen die Spitze höchstens mit Schrittgeschwindigkeit befahren werden.
In vielen Werkshallen von Eisenbahnen dürfen Schienenfahrzeuge höchstens mit Schrittgeschwindigkeit fahren, wobei ergänzend meist 5 km/h, teils auch 7 km/h oder 3 km/h, als Höchstgeschwindigkeit vorgeschrieben ist.
Bei manchen Eisenbahnverkehrsunternehmen ist als Verschärfung der bei allen Unternehmen geltenden Vorschriften vorgeschrieben, bei „unsichtigem Wetter“ beim Fahren auf Sicht höchstens mit Schrittgeschwindigkeit zu fahren.